# Coronanthera
Coronanthera je rod gesnerijevki smješten u podtribus Coronantherinae, tribus Coronanthereae, dio potporodice Gesnerioideae. Sastoji se od tri roda s ukupno 13 vrsta iz Nove Kaledonije i Novog Zelanda, uglavnom grmovi.

## Etimologija
Sastoji se od grčkog, κορωνη, korōnē, latinskog corona = kruna, vijenac, i άνθηρα, anthēra = prašnik, koji se odnosi na prašnike koji su obično stopljeni u obliku križa ili krune.

## Opis
Coronanthera je tipični rod za Coronanthereae. Pripadnici roda su drvenasti grmovi ili stabla koja rastu u planinskim šumama, visoka do 15 m. Vjenčići su uglavnom mali, žutozeleni, ponekad crveni.
Rod se sastoji od oko 11 vrsta, rasprostranjenih u Novoj Kaledoniji i obližnjim Solomonskim otocima.

## Vrste
1. Coronanthera aspera C.B.Clarke
2. Coronanthera barbata C.B.Clarke
3. Coronanthera clarkeana Schltr.
4. Coronanthera deltoidifolia Vieill. ex C.B.Clarke
5. Coronanthera grandis G.W.Gillett
6. Coronanthera pancheri C.B.Clarke
7. Coronanthera pedunculosa C.B.Clarke
8. Coronanthera pinguior C.B.Clarke
9. Coronanthera pulchra C.B.Clarke
10. Coronanthera sericea C.B.Clarke
11. Coronanthera squamata Virot